# Estil galant
L'estil galant és un moviment musical que sorgeix cap al 1730 com a reacció a la complexitat de la música de l'últim Barroc. Representa un retorn a la simplicitat i pretén apropar la música a la naturalitat que, segons alguns, havia abandonat la música barroca.
El terme galant prové del francès i es va utilitzar abundantment per a designar tot allò que es creia modern, alegre, elegant, exquisit, fàcil i civilitzat. S'estendrà per tot Europa, però serà especialment a França i Alemanya on tindrà un seguiment més gran.
Podem definir la música galant com una música agradable, espontània, entretinguda i fàcilment comprensible. Més dirigida als aficionats que als experts i s'aplica especialment a la música per a teclat i a la música de cambra. L'estil galant és un dels estils precursors del Classicisme.
Dona preponderància a la melodia, que ha de ser senzilla, cantable i susceptible de ser embellida per l'ornamentació que habitualment es deixa al criteri de l'intèrpret, amb un fraseig regular, propi de la música de dansa.
A nivell harmònic, defuig els excessos contrapuntístics del Barroc, substituint-los amb la presentació d'unes funcions tonals clares que s'expressen de manera contundent en la línia del baix, molt clarament diferenciada de la línia melòdica principal.
Cap dels grans compositors del segle xviii adopta aquest estil com a propi i únic, però es poden considerar galants algunes de les obres de François Couperin i Jean-Philippe Rameau, a França, Giovanni Battista Sammartini, a Itàlia, Baldassare Galuppi, a Rússia, Georg Philipp Telemann, Carl Philipp Emanuel Bach, Johann Stamitz i Frederic el Gran a Alemanya, els joves Haydn i Mozart a Àustria i Thomas Augustine Arne, William Boyce, Johann Christian Bach i Carl Friedrich Abel a Anglaterra.
La pràctica d'anomenar la música de l'estil galant com a rococó ha caigut en desús, ja que si bé són moviments coetanis, el terme rococó és propi de les arts plàstiques i decoratives, mentre que galant és utilitzat per tractadistes rellevants de l'època com ara Marpurg, Quantz i C.P.E. Bach, entre d'altres. Ara bé, els paral·lelismes són evidents.